# Saint-Julien-de-Gras-Capou
 Saint-Julien-de-Gras-Capou  là một xã ở tỉnh Ariège, thuộc vùng Occitanie ở phía tây nam nước Pháp.